# كام جانسين
كام جانسين (بالإنجليزية: Cam Janssen)‏ هو لاعب هوكي جليد أمريكي، ولد في 15 أبريل 1984 في سانت لويس في الولايات المتحدة.

## وصلات خارجية
- كام جانسين على موقع دوري الهوكي الوطني (الإنجليزية)
- كام جانسين على موقع قاعة مشاهير الهوكي (لاعب أن.إتش.أل) (الإنجليزية)
- كام جانسين على موقع EliteProspects.com (الإنجليزية)
- كام جانسين على موقع Eurohockey.com (الإنجليزية)
- كام جانسين على موقع HockeyDB.com (الإنجليزية)
- كام جانسين على موقع Hockey-Reference.com (الإنجليزية)